# Louise Jöhncke
Louise Jöhncke (ur. 31 lipca 1976 w Sztokholmie) była szwedzka pływaczka stylu dowolnego.
Największym sukcesem Jöhncke jest zdobyty na Igrzyskach olimpijskich w Sydney w 2000 roku brązowy medal w sztafecie 4x100 metrów stylem dowolnym.
Louise Jöhncke podobnie jak Igrzyskach, medale na Mistrzostwach Europy i Mistrzostwach Świata na krótkim basenie zdobywała w sztafetach w stylu dowolnym jak i zmiennym.
Jedyne indywidualne medale Louise Jöhncke zdobyła na Mistrzostwach Europy na krótkim basenie w 1998, na 100 i 200 metrów dowolnym (oba brązowe).

## Sukcesy

### Igrzyska olimpijskie
- 2000 Sydney: 4x100 m stylem dowolnym

### Mistrzostwa Świata na krótkim basenie
- 1995 Rio de Janeiro: 4x100 m stylem dowolnym
- 1999 Hongkong: 4x100 m stylem dowolnym
- 1999 Hongkong: 4x200 m stylem dowolnym
- 2000 Ateny: 4x100 m stylem dowolnym

### Mistrzostwa Europy na długim basenie
- 1993 Sheffield: 4x100 m stylem dowolnym
- 1993 Sheffield: 4x200 m stylem dowolnym
- 1995 Wiedeń: 4x100 m stylem dowolnym
- 1997 Sevilla: 4x100 m stylem dowolnym
- 1997 Sevilla: 4x200 m stylem dowolnym
- 1999 Stambuł: 4x100 m stylem dowolnym
- 1999 Stambuł: 4x200 m stylem dowolnym
- 2000 Helsinki: 4x100 m stylem dowolnym
- 2000 Helsinki: 4x100 m stylem zmiennym